# Inglês escocês
O inglês escocês (gaélico escocês: Beurla Albannach) é o conjunto de variedades da língua inglesa falada na Escócia. A variedade transregional padronizada é chamada de Inglês escocês padrão ou Inglês Escocês Padrão (SSE). O inglês padrão escocês pode ser definido como "o discurso característico da classe profissional [na Escócia] e a norma aceita nas escolas". A tag de idioma da IETF para "Scottish Standard English" é en-Scotland.
Além da pronúncia, gramática e expressões distintas, o inglês escocês tem um vocabulário distinto, particularmente pertencente a instituições escocesas como a Igreja da Escócia, o governo local e a educação e sistemas jurídicos.
O inglês padrão escocês está em uma extremidade de um contínuo linguístico bipolar, com escoceses amplos e focados na outra. O inglês escocês pode ser influenciado em vários graus pelos escoceses. Muitos falantes de escocês separam o escocês do inglês escocês como registros diferentes, dependendo das circunstâncias sociais. Alguns códigos de alto-falantes mudam claramente de um para outro, enquanto outros mudam de estilo de uma maneira menos previsível e mais flutuante. Geralmente, há uma mudança para o inglês escocês em situações formais ou com indivíduos de um status social mais elevado.

## Plano de fundo
O inglês escocês resultou do contato linguístico entre os escoceses e o inglês padrão da Inglaterra após o século XVII. As mudanças resultantes para o uso do inglês por falantes de escocês resultaram em muitos compromissos fonológicos e transferências lexicais, muitas vezes confundidos com fusões por linguistas não familiarizados com a história do inglês escocês. Além disso, o processo também foi influenciado por formas interdialetais, hipercorreções e pronúncias de grafia.

## História
A convenção traça a influência do inglês da Inglaterra sobre os escoceses até a Reforma do século XVI e a introdução da imprensa. A impressão chegou a Londres em 1476, mas a primeira impressora não foi introduzida na Escócia por mais 30 anos. Textos como a Bíblia de Genebra, impressa em inglês, foram amplamente distribuídos na Escócia para divulgar a doutrina protestante.
O rei Jaime VI da Escócia tornou-se o rei Jaime I da Inglaterra em 1603. Como a Inglaterra era o maior e mais rico dos dois reinos, Jaime mudou sua corte para Londres, na Inglaterra. Os poetas da corte, portanto, mudaram-se para o sul e "começaram a adaptar a linguagem e o estilo de seus versos aos gostos do mercado inglês". A este evento McClure atribui "o eclipse súbito e total dos escoceses como língua literária". A contínua ausência de uma tradução escocesa da Bíblia significava que a tradução do Rei James para o inglês era usada na adoração em ambos os países.
Os Atos de União de 1707 uniram os parlamentos escocês e inglês. No entanto, a igreja, as estruturas educacionais e legais permaneceram separadas. Isso leva a importantes distinções profissionais nas definições de algumas palavras e termos. Existem, portanto, palavras com definições precisas no inglês escocês que não têm lugar no inglês inglês ou têm uma definição diferente. 

## Fonologia
A fala das classes médias na Escócia tende a se conformar às normas gramaticais do padrão escrito, particularmente em situações que são consideradas formais. O inglês das Terras Altas é ligeiramente diferente da variedade falada nas Terras Baixas por ser mais fonológica, gramatical e lexicalmente influenciada por um substrato gaélico. Da mesma forma, o inglês falado no Nordeste da Escócia tende a seguir a fonologia e a gramática do dórico.
Embora as características de pronúncia variem entre os falantes (dependendo da região e status social), há uma série de aspectos fonológicos característicos do inglês escocês:
O inglês escocês é um sotaque rótico, o que significa que /r/ é tipicamente pronunciado na sílaba coda. 
- O fonema /r/ pode ser um aproximante pós-alveolar [ɹ], como no received pronunciation ou americano, mas os falantes também costumam usar para o mesmo fonema um tepe alveolar um pouco mais comum [ɾ] ou, agora muito raro, o vibrante múltiplo alveolar [r][16](doravante, ⟨r⟩ será usado para denotar qualquer consoante rótica).

- Embora outros dialetos tenham mesclado /ɛ/, /ɪ/, /ʌ/ não intervocálico antes de /r/ (fusão fern – fir – fur), o inglês escocês faz uma distinção entre as vogais em fern, fir e fur.
- Muitas variedades contrastam /o/ e /ɔ/ antes de /r/ de modo que rouco e cavalo são pronunciados de forma diferente.
- /ou/ e /ur/ são contrastados de modo que shore e sure sejam pronunciados de maneira diferente, assim como pour e poor.
- /r/ antes de /l/ ser forte. Uma vogal epentética pode ocorrer entre /r/ e /l/ de modo que menina e mundo sejam palavras de duas sílabas para alguns falantes. O mesmo pode ocorrer entre /r/ e /m/, entre /r/ e /n/ e entre /l/ e /m/.
- Há uma distinção entre /w/ e /hw/ em pares de palavras como bruxa e qual. O fonema /x/ é comum em nomes e em muitos empréstimos em gaélico e escocês de SSE, tanto que é freqüentemente ensinado a pessoas que entram, particularmente para "ch" em loch. Alguns falantes da Escócia também o usam em palavras de origem grega, como técnico, patriarca, etc. (Wells 1982, 408).
- /l/ é geralmente velarizado exceto em empréstimos como "glen" (do gaélico escocês "gleann"), que tinha um l normal em sua forma original. Em áreas onde o gaélico escocês era falado até recentemente (como Dumfries e Galloway) e em áreas onde ainda é falado (como West Highlands), a velarização de /l/ pode estar ausente em muitas palavras em que está presente em outras áreas, mas permanece em empréstimos que /l/ velarizado em gaélico, como "loch" (gaélico "loch") e "clã" (gaélico "clann").
- /p/, /t/ e /k/ não são aspirados em variedades mais tradicionais,[17] mas são fracamente aspirados atualmente.
- A desinência passada -ed pode ser realizada com /t/ onde outros acentos usam /d/, principalmente após vogais átonas: finalizado [ɛndɪt], transportado [karɪt]
- O comprimento da vogal é geralmente considerado não fonêmico, embora uma parte distinta do inglês escocês seja a regra do comprimento da vogal dos escoceses (Scobbie et al. 1999).
- Certas vogais (como /i/, /u/ e /aɪ/) são geralmente longas, mas são encurtadas antes das nasais e das plosivas sonoras. No entanto, isso não ocorre além dos limites do morfema, de modo que necessidade contrasta com joelho, bruto com tripulado e lado com suspiro.
- O inglês escocês não tem /ʊ/, ao invés disso, transfere o escocês /u/. Foneticamente, esta vogal pode ser pronunciada [ʉ] ou mesmo [ʏ]. Assim, o pull e o pool são homófonos.
- Cot e pescado não são diferenciados na maioria das variedades da Escócia Central, como são em algumas outras variedades.[18] Na maioria das variedades, não há distinção /æ/ - /ɑː/; portanto, banho, armadilha e palma têm a mesma vogal.[18] A vogal do inglês happY é mais comumente /e/ (como no rosto), mas também pode ser /ɪ/ (como no kit) ou /i/ (como no velo).[19]
- /θs/ é frequentemente usado em substantivos no plural onde o inglês do sul tem /ðz/ (banhos, jovens, etc.); com e booth são pronunciados com /θ/.
- Na fala coloquial, a oclusiva glótica pode ser um alofone de /t/ após uma vogal, como em [ˈbʌʔər].
- Esses mesmos alto-falantes podem "eliminar o g" no sufixo -ing e desbucalizar /θ/ para [h] em certos contextos.
- /ɪ/ pode ser mais aberto [ë̞] para determinados alto-falantes em algumas regiões, de modo que soa mais como [ɛ] (embora /ɪ/ e /ɛ/ não se fundam). Outros falantes podem pronunciá-lo como [ɪ], assim como em muitos outros sotaques, ou com uma qualidade tipo schwa ([ə]). Outros podem pronunciá-lo quase como [ʌ] em certos ambientes, especialmente após /w/ e /hw/.

### Tabela de vogais
| Vogais puras            | Vogais puras                            | Vogais puras      |
| Palavras do inglês      | Inglês escocês                          | Exemplos          |
| ----------------------- | --------------------------------------- | ----------------- |
| KIT                     | [ë̞~ɪ]                                   | bid, pit          |
| FLEECE                  | [i]                                     | bead, peat        |
| DRESS                   | [ɛ~ɛ̝]                                   | bed, pet          |
| FACE                    | [e(ː)]                                  | bay, hey, fate    |
| TRAP                    | [ä]                                     | bad, pat          |
| PALM                    | [ä]                                     | balm, father, pa  |
| LOT                     | [ɔ]                                     | bod, pot, cot     |
| THOUGHT                 | [ɔ]                                     | bawd, paw, caught |
| GOAT                    | [o(ː)]                                  | road, stone, toe  |
| FOOT                    | [ʉ~ʏ]                                   | good, foot, put   |
| GOOSE                   | [ʉ~ʏ]                                   | booed, food       |
| STRUT                   | [ʌ~ɐ]                                   | bud, putt         |
| Ditongos                |                                         |                   |
| PRICE                   | [ɐi~ɜi~əi]                              | buy, ride, write  |
| MOUTH                   | [ɐʉ~ɜʉ~əʉ]                              | how, pout         |
| CHOICE                  | [oi]                                    | boy, hoy          |
| Vogais seguidas por /r/ |                                         |                   |
| NEAR                    | [i(ː)ə̞r]                                | beer, mere        |
| SQUARE                  | [e(ː)ə̞r]                                | bear, mare, Mary  |
| NORTH                   | [ɔ(ː)r]                                 | born, for         |
| FORCE                   | [oː(ə̞)r]                                | boar, four, more  |
| CURE                    | [ʉr]                                    | boor, moor        |
| NURSE                   | Distinção de 3 formas: [ɪr], [ɛ̝r], [ʌr] | bird, herd, furry |
| Vogais reduzidas        |                                         |                   |
| COMMA                   | [ə]                                     | Rosa's, cuppa     |
| LETTER                  | [ər]                                    | runner, mercer    |

## Escoticismos
Escoticismos são idiomas ou expressões que são característicos dos escoceses, especialmente quando usados em inglês. É mais provável que ocorram na linguagem falada do que na escrita.
O uso do inglês escocês, bem como do escocês e do gaélico na Escócia, foi documentado ao longo do século 20 pelo Linguistic Survey of Scotland da Universidade de Edimburgo.
Exemplos incluem:
- What a dreich day! significando "Que dia maçante, miserável e nublado" (de tempo)
- Greeting é o equivalente de chorando (He's greeting because his mother has died).
- I'm feeling quite drouthy significando "Eu estou com bastante sede"
- That's a right (or real) scunner! significado "Isso é extremamente desagradável"
- The picture still looks squint significando"A imagem ainda parece torta/distorcida"
- You'd better just caw canny significando "É melhor você ir com calma/Não exagere"
- His face is tripping him significando "Ele parece farto"
- Just play the daft laddie significando "Aja ingenuamente/finja ignorância"
- You're looking a bit peely-wally significando "Você está parecendo um pouco sem cor"
- That's outwith my remit significando "Não é meu trabalho fazer isso"
- It depends on what the high heid yins think significando "Depende do que pensam os chefes da organização/gestão"
- I'll come round (at) the back of eight significando "Eu voltarei logo depois das oito horas"
- We're all Jock Tamson's bairns, significado da frase de estoque:  "Nenhum de nós é melhor do que ninguém" (i.e. socialmente superior)
- I kent his faither, significado da frase de estoque: "ele começou tão humildemente quanto o resto de nós antes de alcançar o sucesso"
- You're standing there like a stookie significando  "você fica lá como se fosse incapaz de se mexer"
- He's a right sweetie-wife significando "Ele gosta de uma boa fofoca"
- I didn't mean to cause a stooshie significando "Eu não tive a intenção de causar uma grande confusão/comoção"
- I'm swithering whether to go significando "Estou em dúvida/incerto se devo ir"
- Ach, away ye go! stock phrase significando "Oh, eu não acredito em você"

Os escoceses são geralmente divididos em dois tipos: escoticismos encobertos, que geralmente passam despercebidos como sendo particularmente escoceses por aqueles que os usam, e escoceses abertos, geralmente usados para efeitos estilísticos, com aqueles que os usam cientes de sua natureza escocesa.

### Léxico
O inglês escocês herdou uma série de itens lexicais dos escoceses, que são menos comuns em outras formas de inglês padrão.
Itens gerais são wee, a palavra escocesa para pequeno (também comum no inglês da Nova Zelândia, provavelmente sob influência escocesa); wean ou bairn para child (o último do germânico comum, cf moderno sueco, norueguês, dinamarquês, islandês, celeiro faroense, West Frisian bern e também usado em dialetos ingleses do norte); bonnie para bonito, atraente (ou bonito, bonito, como no caso de Bonnie Prince Charlie); braw para fine; muckle para big; spail ou skelf para splinter (cf. spall); snib para parafuso; mindinho para dedo mínimo; zelador para zelador da escola (os dois últimos também são padrão no inglês americano); externo, significando 'fora de'; cowp para tip ou spill; fankle para uma tangled mess; kirk para "church" (da mesma raiz em inglês antigo, mas com paralelos em outras línguas germânicas, por exemplo, kirkja nórdico antigo, kerk holandês). Exemplos de itens culturalmente específicos são Hogmanay, caber, haggis, bothy, scone (também usado em outras partes das Ilhas Britânicas), oatcake, tablet, rone (calha do telhado), teuchter, ned, numpty (pessoa estúpida; agora mais comum no resto do Reino Unido) e em direção à terra (rural); It's your shot para "É sua vez"; e o outrora notório, mas agora obsoleto.
A desinência diminutiva "-ie" é adicionada aos substantivos para indicar pequenez, como em rapaz e moça para um menino e uma menina. Outros exemplos são peirie (pião infantil de madeira) e sweetie (peça de confeitaria). O final pode ser adicionado a muitas palavras instintivamente, por ex. bairn (veja acima) pode se tornar bairnie, uma pequena loja pode se tornar um shoppie. Esses diminutivos são particularmente comuns entre as gerações mais velhas e quando se fala com crianças.
O uso de "How?" que significa "Why?" é distinto do inglês escocês, inglês do norte e inglês da Irlanda do Norte. "Why not?" geralmente é realizado como "How not?".
Existe uma gama de vocabulário jurídico e administrativo (muitas vezes anglicizado) herdado dos escoceses, por ex. depute /ˈdɛpjut/ para deputado, proven /proːvən/ para provado (padrão em inglês americano), interdict para '"interjunção", e sheriff-substitute para "xerife em exercício". Na educação escocesa, um short leet é uma lista de candidatos a empregos selecionados e um mandato é uma descrição detalhada do cargo. Provost é usado para "prefeito" e procurator fiscal para "promotor público".
Frequentemente, as diferenças lexicais entre o inglês escocês e o inglês padrão do sul são simplesmente diferenças na distribuição de léxico compartilhado, como stay para "live" (como em: where do you stay?). 

### Gramatical
As formas verbais progressivas são usadas com mais frequência do que em outras variedades do inglês padrão, por exemplo, com alguns verbos estativos (I'm wanting a drink). O futuro progressivo freqüentemente implica uma suposição (You'll be coming from Glasgow?).
Em algumas áreas, o aspecto perfeito de um verbo é indicado usando "be" como auxiliar com a preposição "after" e o particípio presente: por exemplo "He is after going" em vez de "He has gone" (esta construção é emprestada do gaélico escocês).
O artigo definitivo tende a ser usado com mais frequência em frases como I've got the cold/the flu, he's at the school, I'm away to the kirk.
Os oradores costumam usar as preposições de maneira diferente. A preposição composta fora de é freqüentemente usada (Take that off of the table). Os escoceses costumam dizer waiting on you (que significa "waiting for you"), o que significa algo bem diferente no inglês padrão.
Na linguagem coloquial, deve e deve são escassos, deve é marginal por obrigação e pode é raro. Aqui estão outras estruturas sintáticas:
- What age are you? para "How old are you?"
- My hair is needing washed oru My hair needs washed para "My hair needs washing''.[27]
- I'm just after telling you "I've just told you".
- Amn't I invited? para Am I not invited?

Observe que, em inglês escocês, a primeira pessoa declarativa I amn't invited e a interrogativa Amn't I invited? são ambos possíveis. 